# Ingenting
Ingenting er en sønderjysk småkage, der består af hvedemel, æggeblommer, smør og fløde med en top af æggehvider, sukker, eddike og mandler. Den serveres som noget af det sidste til et sønderjysk kaffebord. Navnet skyldes kagernes konsistens og neutrale smag. Kagerne opstod pga. mangel på råvarer under en krig.